# Parallèle des trois premiers rois Bourbon
Le Parallèle des trois premiers rois Bourbon est un traité politique de Louis de Rouvroy, duc de Saint-Simon, rédigé en 1746, comparant les mérites politiques et personnels des rois Henri IV, Louis XIII et Louis XIV.
L'ouvrage paraît, de propos délibéré, en contradiction avec les panégyriques adressés à la mémoire de « Louis le Grand » dans les milieux littéraires français du XVIIIe siècle sous le règne de Louis XV — Le Siècle de Louis XIV en particulier, auquel travaillait alors Voltaire.

## Contexte
Cet ouvrage a été écrit en 1746, durant une période où l'administration des provinces du royaume de France était dirigée par le roi Louis XV.

## Postérité

### Publication
Cet ouvrage a été écrit en 1746 par Louis de Rouvroy, un duc connu sous le nom de Saint-Simon.

### Édition moderne
- Saint-Simon, Traités politiques et autres écrits, Paris, Gallimard, coll. « Bibliothèque de la Pléiade » (no 431), 1996, 1856 p. (ISBN 2-07-011370-1)
  - Yves Coirault, Introduction, p. IX-XXXII
  - Saint-Simon, Parallèle des trois premiers rois Bourbon, p. 1013-1333
  - Yves Coirault, Notes, p. 1531-1791

### Monographies
- François-Régis Bastide, Saint-Simon par lui-même, Paris, Seuil, coll. « Microcosme, Écrivains de toujours » (no 15), 1953, réed. 1977 et 1985, 192 p. (ISBN 978-2-02-000015-4 et 2-02-000015-6)
- Georges Poisson, Album Saint-Simon, Paris, Gallimard, coll. « La Pléiade » (no 8), 1969, 324 p.

### Études littéraires
- Collectif, Cahiers Saint-Simon, Paris, Société Saint-Simon (no 5), 1977, 80 p.
  - Yves Coirault, Saint-Simon et le mythe solaire : Divergences et convergence dans le Parallèle des trois premiers rois Bourbon, p. 3-16
- Collectif, Cahiers Saint-Simon, Paris, Société Saint-Simon (no 6), 1978, 96 p.
  - Yves Coirault, De mai en si : le Parallèle est-il un Anti-Voltaire ?, p. 7-12